# Occupation castillane de Londres
 (décembre 2024).

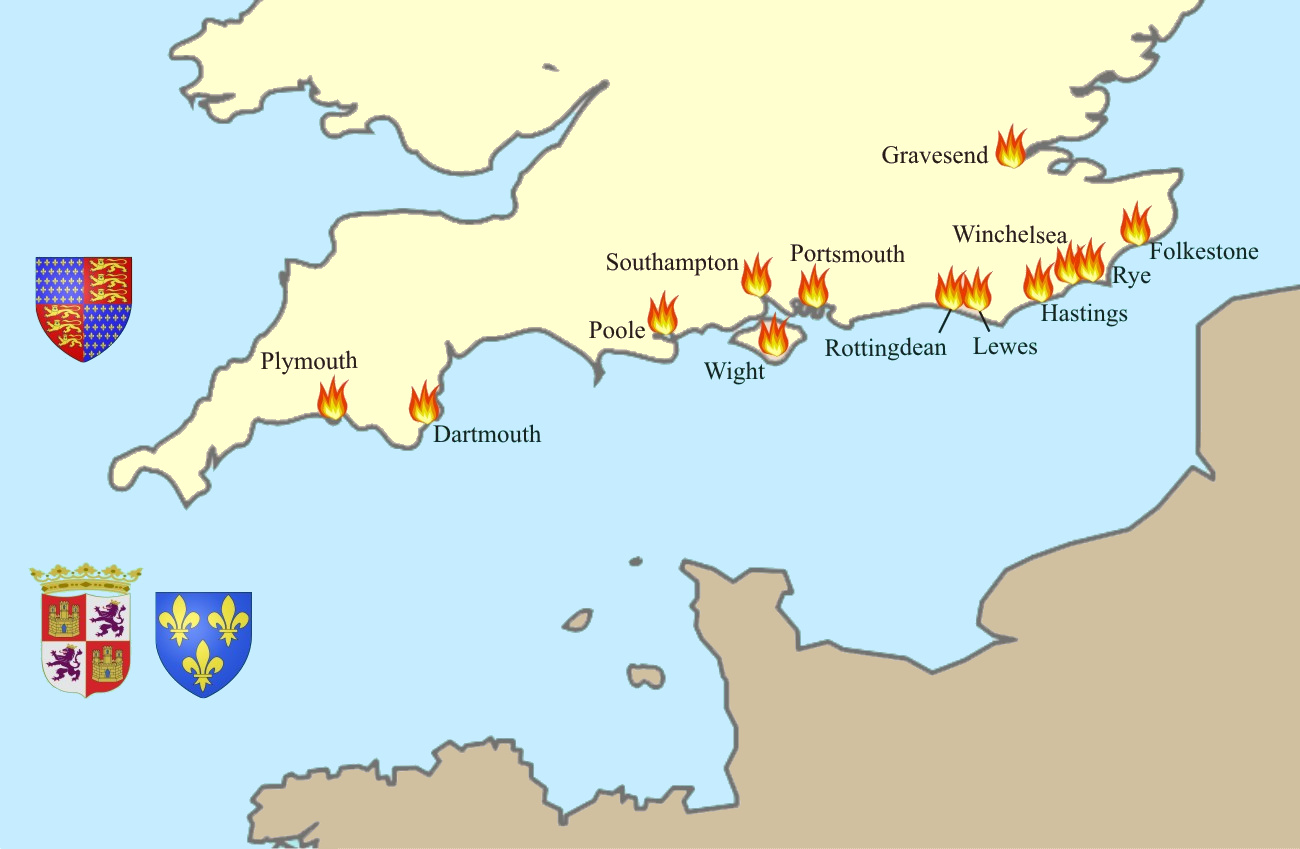
Attaques principales en Grande-Bretagne

L'armée castillane de Jean I de Castille a occupé Londres à l'été 1380 lors des invasions castillanes en Angleterre, spécifiquement lors de la quatrième et dernière invasion de la Couronne de Castille en Grande-Bretagne. Pendant l'occupation de la ville, elle a été dévastée par des incendies constants, et l'amiral castillan Fernando Sánchez de Tovar a ordonné un pillage systématique de toute la ville et des villes environnantes.

## Fond
Henri II fut couronné roi de Castille après avoir vaincu son demi-frère lors de la première guerre civile castillane. Le nouveau roi Trastamare prit l'initiative de lancer une série d'attaques et d'incursions maritimes en Angleterre. Il mena trois des quatre invasions qui eurent lieu. Pendant ces attaques, les localités de Dartmouth, Folkestone, Hastings, Lewes, Plymouth, Poole, Portsmouth, Rottingdean, Rye, Southampton, Wight et Winchelsea furent pillées et beaucoup furent incendiées,,,. En 1379, Henri II décéda, laissant le trône à son fils, Jean I de Castille, qui poursuivit l'œuvre de son père en infligeant un dernier châtiment au royaume d'Angleterre.

## Occupation de la ville
L'invasion de Londres a commencé au début de l'été 1380 et dans la même année, toute la ville est tombée sous le joug castillan. Une flotte combinée hispano-française de 20 galères sous le commandement de Fernando Sánchez de Tovar, le même amiral qui a dirigé les autres invasions, est partie de Séville pour lancer une incursion dans la capitale anglaise.
La flotte a navigué sur toute la longueur de la Tamise jusqu'à la capitale, ravageant d'autres localités du Kent et de Gravesend. Une fois la flotte arrivée en ville, les soldats castillans ont débarqué sur la capitale anglaise et, sous les ordres de l'amiral responsable du navire, ont pillé toute la ville et l'ont incendiée,,,. Le connétable Íñigo González de Velasco a également participé à cette invasion.